# Карденаль, Пейре
Пейре́ Кардена́ль (окс. Pèire Cardenal, 1180 — 1278) — провансальский трубадур.
Из знатного рода, был в молодости каноником, затем предался радостям светской жизни, пользовался благосклонностью короля Хайме I Арагонского и умер, чуть не дожив до ста лет. Сохранились около 70 стихотворений Карденаля, в основном — mune Sirvente (сирвенты). В них он выступает искренним сторонником графа Раймунда VII Тулузского и радуется неудачам крестоносцев в борьбе против альбигойцев. В стихотворениях его высмеиваются церковь, кардиналы, папа. Согласно средневековому жизнеописанию «он порицал зло этого мира и неверность клириков». Из 70 произведений Карденаля 3 кансоны — пародии, высмеивающие куртуазные обычаи. 